# Pôle d'équilibre territorial et rural Pays vallée du Loir

Le pôle d'équilibre territorial et rural Pays vallée du Loir, ou PETR Pays vallée du Loir, est un pôle d'équilibre territorial et rural français situé dans le département de la Sarthe en région Pays de la Loire.

## Historique
Créé le 23 juin 2017, le PETR Pays vallée du Loir s'inscrit dans la démarche menée par l'ancien syndicat mixte du pays vallée du Loir de 2001 à 2017,.

## Territoire

### Géographie
Le PETR Pays vallée du Loir se situe sur l'arc sud du département de la Sarthe. Il est limitrophe avec les départements du Maine-et-Loire, d'Indre-et-Loire et du Loir-et-Cher. Localisé sur le bassin parisien et traversé d'est en ouest par le Loir, son territoire chevauche différentes régions naturelles : le Perche sur sa partie est, la Gâtine tourangelle sur la partie sud-est, le Maine angevin sur sa partie ouest.
| Pays de la vallée de la Sarthe                   | Pays du Mans                                | Pays du Perche sarthois       |
|                                                  | PETR pays vallée du Loir                    | Pays vendômois (Loir-et-Cher) |
| Pôle métropolitain Loire Angers (Maine-et-Loire) | Pays Loire nature Touraine (Indre-et-Loire) |                               |

Le PETR couvre le territoire des communautés de communes qui le composent. D'une superficie de 1427 km²  et d'une population de 76 160 habitants en 2018, le territoire du PETR Pays vallée du Loir se situe au carrefour des axes qui relient Le Mans à Angers et à Tours. Il est notamment traversé par les autoroutes A11 et A28 et la ligne de Tours au Mans qui dispose de quatre gares ferroviaires : gare de Château-du-Loir, gare de Vaas, gare d'Aubigné-Racan et gare de Mayet,.
Les principales villes du territoire sont Montval-sur-Loir, Le Lude et La Flèche.
Depuis 2005, son territoire est labellisé pays d'art et d'histoire.

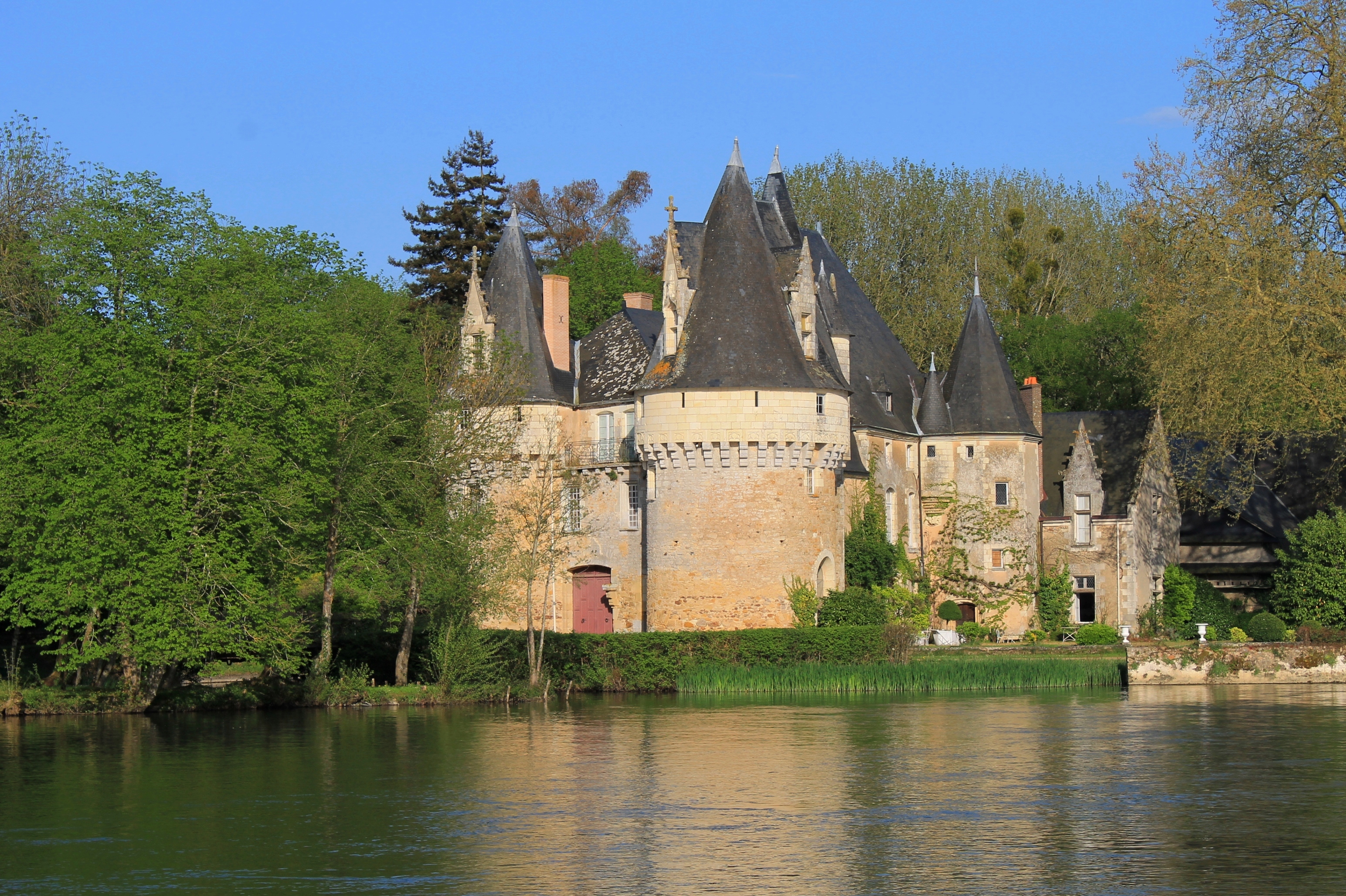
Le château de Bazouges

## Composition
Le PETR Pays vallée du Loir se compose de 3 communautés de communes qui représentent 57 communes,.
| Intercommunalité    | Nombre de communes | Population (dernière pop. légale) | Superficie (km2) | Densité (hab./km2) |
| ------------------- | ------------------ | --------------------------------- | ---------------- | ------------------ |
| CC Sud Sarthe       | 19                 | 22 577                            | 542,60           | 42                 |
| CC du Pays Fléchois | 14                 | 26 932                            | 336,20           | 80                 |
| CC Loir-Lucé-Bercé  | 24                 | 23 323                            | 537,20           | 43                 |

| Nom                       | Code Insee | Intercommunalité    | Superficie (km2) | Population (dernière pop. légale) | Densité (hab./km2) |
| ------------------------- | ---------- | ------------------- | ---------------- | --------------------------------- | ------------------ |
| Vaas (siège)              | 72364      | CC Sud Sarthe       | 30,14            | 1 383 (2022)                      | 46                 |
| Aubigné-Racan             | 72013      | CC Sud Sarthe       | 32,03            | 2 131 (2022)                      | 67                 |
| La Bruère-sur-Loir        | 72049      | CC Sud Sarthe       | 11,47            | 250 (2022)                        | 22                 |
| La Chapelle-aux-Choux     | 72060      | CC Sud Sarthe       | 14,43            | 282 (2022)                        | 20                 |
| Château-l'Hermitage       | 72072      | CC Sud Sarthe       | 9,39             | 255 (2022)                        | 27                 |
| Chenu                     | 72077      | CC Sud Sarthe       | 30,56            | 436 (2022)                        | 14                 |
| Coulongé                  | 72098      | CC Sud Sarthe       | 15,05            | 512 (2022)                        | 34                 |
| Luché-Pringé              | 72175      | CC Sud Sarthe       | 49,39            | 1 524 (2022)                      | 31                 |
| Le Lude                   | 72176      | CC Sud Sarthe       | 68,36            | 4 016 (2022)                      | 59                 |
| Mansigné                  | 72182      | CC Sud Sarthe       | 36,31            | 1 550 (2022)                      | 43                 |
| Mayet                     | 72191      | CC Sud Sarthe       | 53,96            | 3 186 (2022)                      | 59                 |
| Pontvallain               | 72243      | CC Sud Sarthe       | 34,88            | 1 614 (2022)                      | 46                 |
| Requeil                   | 72252      | CC Sud Sarthe       | 13,89            | 1 108 (2022)                      | 80                 |
| Saint-Germain-d'Arcé      | 72283      | CC Sud Sarthe       | 29,19            | 346 (2022)                        | 12                 |
| Saint-Jean-de-la-Motte    | 72291      | CC Sud Sarthe       | 32,03            | 955 (2022)                        | 30                 |
| Sarcé                     | 72327      | CC Sud Sarthe       | 10,99            | 268 (2022)                        | 24                 |
| Savigné-sous-le-Lude      | 72330      | CC Sud Sarthe       | 33,84            | 447 (2022)                        | 13                 |
| Verneil-le-Chétif         | 72369      | CC Sud Sarthe       | 14,81            | 586 (2022)                        | 40                 |
| Yvré-le-Pôlin             | 72385      | CC Sud Sarthe       | 21,84            | 1 734 (2022)                      | 79                 |
| Arthezé                   | 72009      | CC du Pays Fléchois | 8,65             | 351 (2022)                        | 41                 |
| Bazouges Cré sur Loir     | 72025      | CC du Pays Fléchois | 47,09            | 1 946 (2022)                      | 41                 |
| Bousse                    | 72044      | CC du Pays Fléchois | 12,02            | 431 (2022)                        | 36                 |
| La Chapelle-d'Aligné      | 72061      | CC du Pays Fléchois | 33,04            | 1 725 (2022)                      | 52                 |
| Clermont-Créans           | 72084      | CC du Pays Fléchois | 17,82            | 1 276 (2022)                      | 72                 |
| Courcelles-la-Forêt       | 72100      | CC du Pays Fléchois | 19,6             | 403 (2022)                        | 21                 |
| Crosmières                | 72110      | CC du Pays Fléchois | 20,45            | 993 (2022)                        | 49                 |
| La Flèche                 | 72154      | CC du Pays Fléchois | 74,21            | 15 081 (2022)                     | 203                |
| La Fontaine-Saint-Martin  | 72135      | CC du Pays Fléchois | 13,72            | 600 (2022)                        | 44                 |
| Ligron                    | 72163      | CC du Pays Fléchois | 13,48            | 484 (2022)                        | 36                 |
| Mareil-sur-Loir           | 72185      | CC du Pays Fléchois | 11,83            | 658 (2022)                        | 56                 |
| Oizé                      | 72226      | CC du Pays Fléchois | 16,91            | 1 325 (2022)                      | 78                 |
| Thorée-les-Pins           | 72357      | CC du Pays Fléchois | 28,18            | 741 (2022)                        | 26                 |
| Villaines-sous-Malicorne  | 72377      | CC du Pays Fléchois | 19,16            | 1 035 (2022)                      | 54                 |
| Beaumont-Pied-de-Bœuf     | 72028      | CC Loir-Lucé-Bercé  | 24,68            | 476 (2022)                        | 19                 |
| Beaumont-sur-Dême         | 72027      | CC Loir-Lucé-Bercé  | 13,49            | 329 (2022)                        | 24                 |
| Chahaignes                | 72052      | CC Loir-Lucé-Bercé  | 22,83            | 668 (2022)                        | 29                 |
| Courdemanche              | 72103      | CC Loir-Lucé-Bercé  | 24,02            | 614 (2022)                        | 26                 |
| Dissay-sous-Courcillon    | 72115      | CC Loir-Lucé-Bercé  | 34,92            | 942 (2022)                        | 27                 |
| Flée                      | 72134      | CC Loir-Lucé-Bercé  | 17,54            | 525 (2022)                        | 30                 |
| Jupilles                  | 72153      | CC Loir-Lucé-Bercé  | 26,41            | 552 (2022)                        | 21                 |
| La Chartre-sur-le-Loir    | 72068      | CC Loir-Lucé-Bercé  | 8,3              | 1 370 (2022)                      | 165                |
| Lavernat                  | 72160      | CC Loir-Lucé-Bercé  | 22,64            | 585 (2022)                        | 26                 |
| Le Grand-Lucé             | 72143      | CC Loir-Lucé-Bercé  | 27,26            | 1 941 (2022)                      | 71                 |
| Lhomme                    | 72161      | CC Loir-Lucé-Bercé  | 18,32            | 938 (2022)                        | 51                 |
| Loir en Vallée            | 72262      | CC Loir-Lucé-Bercé  | 64,76            | 2 052 (2022)                      | 32                 |
| Luceau                    | 72173      | CC Loir-Lucé-Bercé  | 18,77            | 1 233 (2022)                      | 66                 |
| Marçon                    | 72183      | CC Loir-Lucé-Bercé  | 30,05            | 1 063 (2022)                      | 35                 |
| Montreuil-le-Henri        | 72210      | CC Loir-Lucé-Bercé  | 14,39            | 299 (2022)                        | 21                 |
| Montval-sur-Loir          | 72071      | CC Loir-Lucé-Bercé  | 26,99            | 5 707 (2022)                      | 211                |
| Nogent-sur-Loir           | 72221      | CC Loir-Lucé-Bercé  | 10,81            | 361 (2022)                        | 33                 |
| Pruillé-l'Éguillé         | 72248      | CC Loir-Lucé-Bercé  | 21,18            | 808 (2022)                        | 38                 |
| Saint-Georges-de-la-Couée | 72279      | CC Loir-Lucé-Bercé  | 11,68            | 171 (2022)                        | 15                 |
| Saint-Pierre-de-Chevillé  | 72311      | CC Loir-Lucé-Bercé  | 11,51            | 339 (2022)                        | 29                 |
| Saint-Pierre-du-Lorouër   | 72314      | CC Loir-Lucé-Bercé  | 16,55            | 363 (2022)                        | 22                 |
| Saint-Vincent-du-Lorouër  | 72325      | CC Loir-Lucé-Bercé  | 26,96            | 822 (2022)                        | 30                 |
| Thoiré-sur-Dinan          | 72356      | CC Loir-Lucé-Bercé  | 17,72            | 398 (2022)                        | 22                 |
| Villaines-sous-Lucé       | 72376      | CC Loir-Lucé-Bercé  | 25,46            | 651 (2022)                        | 26                 |

## Administration

### Siège
Le siège du PETR se situe à Vaas.

### Présidence
Le comité syndical du 23 septembre 2020 a élu sa présidente, Béatrice Latouche, vice-présidente de la communauté de communes Sud Sarthe, et désigné ses cinq vice-présidents qui sont :
- Hervé Roncière, président de la communauté de communes Loir-Lucé-Bercé ;
- Jean-Claude Boiziau, vice-président de la communauté de communes du Pays Fléchois ;
- François Boussard, président de la communauté de communes Sud Sarthe ;
- Galiène Cohu, vice-présidente de la communauté de communes Loir-Lucé-Bercé ;
- Nicolas Chauvin, vice-président de la communauté de communes du Pays Fléchois[6],[7],[8],[9],[3].

| Identité | Identité          | Etiquette | Début | Fin      | Fonction                                                     |
| -------- | ----------------- | --------- | ----- | -------- | ------------------------------------------------------------ |
|          | Régis Vallienne   | DVD       | 2017  | 2020     | Vice-président de la communauté de communes Loir-Lucé-Bercé, |
|          | Béatrice Latouche | DVD       | 2020  | en cours | Vice-présidente de la communauté de communes Sud Sarthe      |

### Compétences
Le PETR Pays vallée du Loir est compétent sur son territoire en matière de :
- coordination et mise en cohérence des activités d'études, d'animations et de gestions nécessaires à la mise en oeuvre des projets économiques, sociaux, culturels et environnementaux dont l'énergie, le climat et la transition énergétique ;
- concertation de fond sur les enjeux du territoire, proposition des orientations, approbation des programmes d'actions et contractualisation avec le département de la Sarthe, la région Pays de la Loire, l'Etat, l'Union européenne et tout partenaire concourant à la réalisation de son projet ;
- Elaboration, suivi gestion et révision du schéma de cohérence territoriale et du plan climat-air-énergie territorial ;
- Mise en œuvre de la convention Pays d’art et d’histoire ;
- Développement de l’accueil et promotion touristique[2],[5],[12].